# Taur Matan Ruak
José Maria de Vasconcelos, conhecido por seu nome de guerra Taur Matan Ruak (Baguia, 10 de outubro de 1956), é um político, militar, foi presidente de Timor-Leste de 2012 até 2017 e primeiro-ministro de Timor-Leste entre 2018 e 2023. Seu nome de guerra significa "dois olhos vivos" em tétum.

## Biografia
Taur Matan Ruak foi o líder da ala militar da Resistência Timorense FALINTIL durante a fase final da ocupação indonésia.
Já depois da independência de Timor-Leste tornou-se chefe do Estado-Maior até setembro de 2011, altura em que se demitiu, vindo a candidatar-se à eleição presidencial de 16 de abril de 2012.

### Presidente de Timor-Leste
Na eleição presidencial, Taur foi um dos mais votados. Disputando então, na segunda volta, com o candidato da FRETILIN, Francisco Guterres, pela qual saiu vitorioso, com cerca de 60,85% dos votos, eleito assim presidente da República.
Em 28 de julho de 2020 pediu "ajuda" ao Parlamento Nacional para que aprove alterações à lei de imigração e asilo e à lei do sistema de saúde, para poder continuar a aplicar medidas de controlo e prevenção da COVID-19.

## Distinções
- Colar da Ordem de Timor-Leste (30 de Agosto de 2009)[3]
- Grande-Colar da Ordem do Infante D. Henrique de Portugal (10 de maio de 2012)[4]